# Дольчи, Анджело Мария
Анджело Мария Дольчи (итал. Angelo Maria Dolci; 12 июля 1867, Чивителла-д'Альяно, Папская область — 13 сентября 1939, Чивителла-д'Альяно, королевство Италия) — итальянский куриальный кардинал и ватиканский дипломат. Епископ Губбьо с 19 апреля 1900 по 9 декабря 1906. Апостольский делегат в Эквадоре, Боливии и Перу с 7 декабря 1906 по сентябрь 1910. Титулярный архиепископ Назианза с 9 декабря 1906 по 21 января 1911. Архиепископ Амальфи с 27 января 1911 по 13 ноября 1914. Апостольский делегат в Турции и апостольский викарий Константинополя с 10 июня 1914 по 14 декабря 1922. Титулярный архиепископ Гераполи с 13 ноября 1914 по 13 марта 1933. Апостольский делегат в Персии с 27 июля 1918 по 21 декабря 1921. Апостольский нунций в Бельгии с 14 декабря 1922 по 30 мая 1923. Апостольский нунций в Румынии с 30 мая 1923 по 13 марта 1933. Архипресвитер патриаршей Ватиканской базилики с 22 мая 1933 по 13 сентября 1939. Кардинал-священник с 13 марта 1933, с титулом церкви Санта-Мария-делла-Виттория с 16 марта 1933 по 15 июня 1936. Кардинал-епископ Палестрины с 15 июня 1936.